# Granos ancestrales

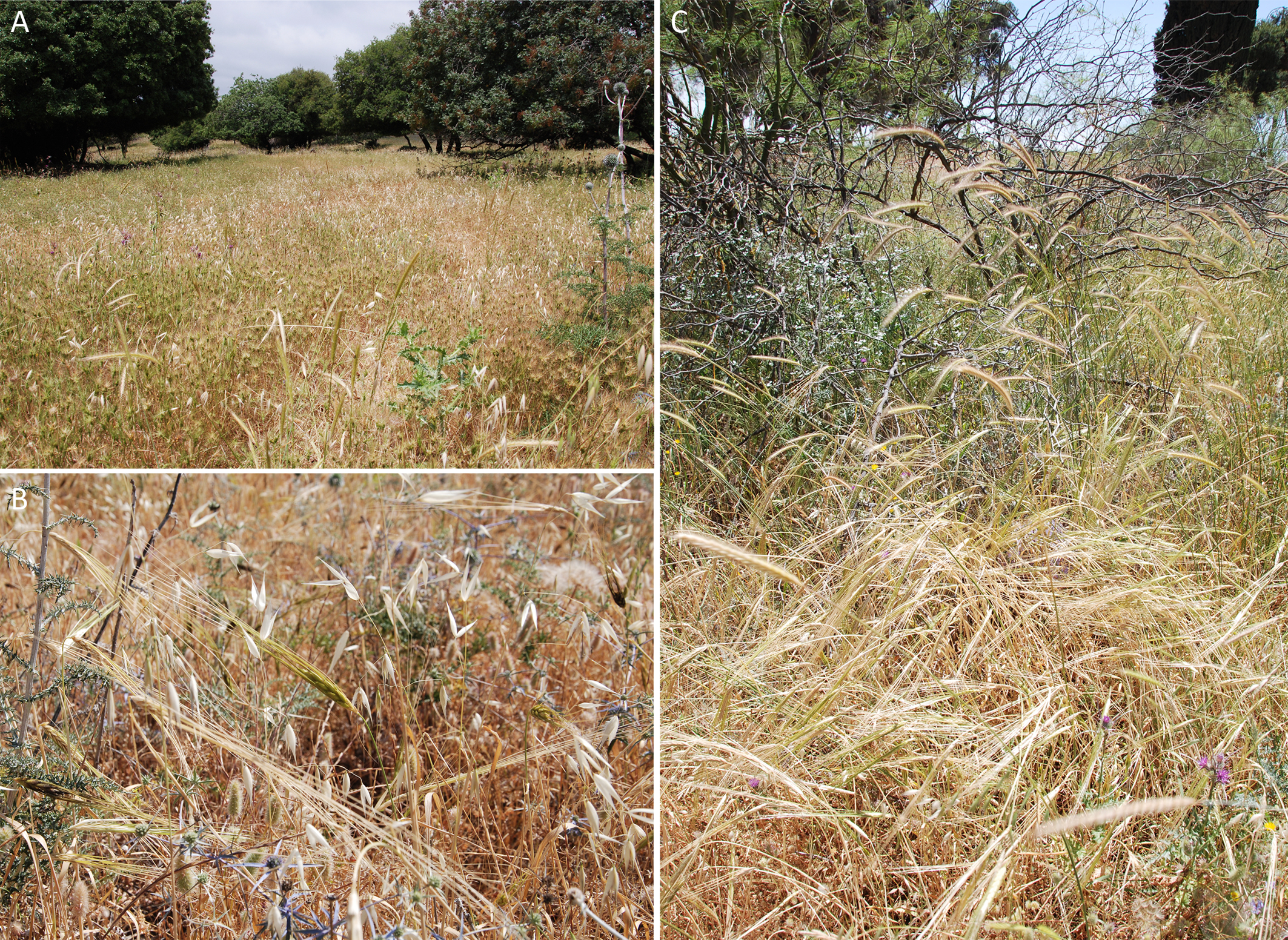
Cereales silvestres y otras hierbas silvestres en el norte de Israel

Granos ancestrales es un término de mercadotecnia (originado en Estados Unidos, apareciendo por primera vez en el New York Daily News en 1996) que se utiliza para describir una categoría de granos y pseudocereales que supuestamente han sido mínimamente modificados por la cría selectiva durante los últimos milenios, a diferencia de los cereales más extendidos como el maíz, el arroz y las variedades modernas de trigo, que son el producto de miles de años de cría selectiva. Los granos antiguos a menudo se comercializan como más nutritivos que los granos modernos, aunque algunos nutricionistas han cuestionado sus beneficios para la salud.
Los granos antiguos incluyen variedades de trigo: la espelta, el trigo de Jorasán (Kamut), el frike, el bulgur, el farro y la escaña menor; los granos de mijo, cebada, teff, avena y sorgo; y los pseudocereales quinua, amaranto, trigo sarraceno y chía. El trigo moderno es un descendiente híbrido de tres especies de trigo consideradas granos antiguos: espelta, escaña menor y farro.

## Historia
El origen de los granos se remonta a la revolución neolítica hace unos 10.000 años, cuando las comunidades prehistóricas comenzaron a hacer la transición de cazadores-recolectores a agricultores. Las variedades modernas de cereales se han desarrollado a lo largo del tiempo mediante mutaciones, cultivos selectivos, mejoramiento e investigación en biotecnología. Sin embargo, se dice que los granos antiguos prácticamente no han cambiado con respecto a sus variedades domesticadas iniciales.
Varias formas de evidencia arqueobotánica, como granos carbonizados y semicarbonizados, coprolitos e impresiones de granos, cáscaras o espiguillas en tiestos, se han encontrado durante excavaciones de sitios neolíticos.
Los granos antiguos jugaron un papel en la vida espiritual de varias civilizaciones antiguas, desde los aztecas hasta los griegos y los egipcios. La quinua fue llamada la "madre de todos los granos" y considerada sagrada por el pueblo Inca. El amaranto también era considerado sagrado por los aztecas y se usaba como parte de una ceremonia religiosa, y las autoridades coloniales españolas prohibieron su cultivo. Los granos de farro se mencionan en el Antiguo Testamento.
La primera referencia a los cereales ancestrales como supuesto alimento saludable fue en el periódico estadounidense New York Daily News en 1996. Desde entonces, la popularidad de los cereales ancestrales como alimento ha aumentado, y para 2011 el mercado de alimentos sin gluten ya se valoraba en $ 1.6 mil millones.

## Tipos

### Trigo
Los estudios arqueobotánicos indican que existieron tres especies de trigo en el pasado distante. Estos son Triticum sphaeococcum Pers, Triticum vulgare Vill y Triticum compactum. Las dos primeras especies hexaploides todavía se cultivan en los tiempos modernos, principalmente en el norte de la India.
Las especies diploides einkorn y las tetraploides emmer son especies tempranas de trigo. La evidencia de ellos se remonta a la fase Bus Mordeh (7500 a. C. a 6500 a. C.) recuperada de la excavación en Ali Kosh en Irán y evidencia algo posterior de Nea Nikomedia. Triticum durum Desf pudo haber sido cultivado en el Antiguo Egipto.
Algunos granos que se encuentran en la India son:
- Triticum sphaerococcum Pers. - también llamado "Trigo corto indio", este es el trigo cultivado más antiguo conocido de la India con evidencia del sitio calcolítico Harappa y el sitio posterior Ter
- Triticum sulgare Vill. - también se ha encontrado evidencia de "trigo pan" en Chanhudaro, Mohenjodaro y Navdatolo.
- Triticum compactum - encontrado en Harappa, Mundigak y Mohenjodaro
- Triticum sp. - encontrado en Navdaroli, Inamgaon, Atranjikhera y Kayatha
- Triticum sp. Cont. - encontrado en Songaon, Rohtak, Nevasa y Bhokardan

### Cebada
Junto con el trigo, la cebada (Hordeum) es uno de los primeros cereales cultivados. Se cultivaba comúnmente en todo el Cercano Oriente y el sur de Europa en su forma descascarada, y las especies domesticadas de dos hileras pueden haberse originado en Beidha, Jarmo o Ali Kosh . Hordeum spontanneum Koch se encontró en Çatal Hüyük (5850 a. C. - 5600 a. C.) y Hordeum distichum Linn en Ali Kosh (6750 a. C. - 6000 a. C.). En la India se cultivó principalmente en las regiones norte y central, extendiéndose solo hasta el sur hasta Inamgaon y Nevasa.

### Arroz
Se cree que el arroz se ha cultivado en Non Nok Tha en Tailandia desde el 3500 a. C., donde se han encontrado impresiones de granos de arroz en tiestos. Otros sitios de cultivo incluyen los sitios neolíticos de Yang-Shao Ts'uan, Liu Tzuchen, Anhui, Kionsi, Chekiang y Hubei.

### Mijo
El origen del mijo de dedo (también llamado ragi ) se debate con diversas propuestas que lo sitúan en Abisinia, África o India. Se han encontrado granos carbonizados de ragi cultivado y silvestre en el sitio neolítico de Hallur en el sur de la India. El ragi silvestre (eleusine indica Gaertn) se conoce solo en Songaon y Bhokardan, mientras que la forma cultivada aparece en Paiyampalli en Tamil Nadu, Songaon y más tarde en Bhokardan y Nevasa en Maharastra.
El cultivo de mijo perla se conoce en sitios con clima semiárido, que ocurren en Hallur, Rangpur y Nevasa. El cultivo de mijo perla en la India moderna (donde también se le llama bajra ) se limita principalmente a las regiones semiáridas del país. En África se han encontrado evidencias que datan de la fase Naghez, pero no se sabe si se cultivaron. En Le Baidla I se encontraron impresiones de granos tanto silvestres como cultivados.
En Nevasa se han encontrado granos carbonizados de Paspalum scrobiculatum (mijo Kodo), que data del período Satavahana. El sorgo vulgare se conoce de partes semiáridas de Rajasthan y Maharashtra como Inamgaon, Paunar y Ahar.

## Declaraciones nutricionales
Los defensores de los cereales antiguos dicen que son ricos en proteínas, ácidos grasos omega-3 y antioxidantes. Algunos nutricionistas afirman que no son intrínsecamente más saludables que los granos modernos, y que los granos antiguos y modernos tienen beneficios para la salud similares cuando se consumen como granos integrales. Esto ha llevado a que se critique a la agrupación por no ser científica e impulsada por el marketing.
Algunos, pero no todos, los cereales antiguos no contienen gluten. El amaranto, la quinua, el trigo sarraceno, el mijo y el teff no contienen gluten, pero la avena y los tipos antiguos de trigo (incluidos la espelta, el einkorn y el trigo Khorasan) lo tienen.

## Galería

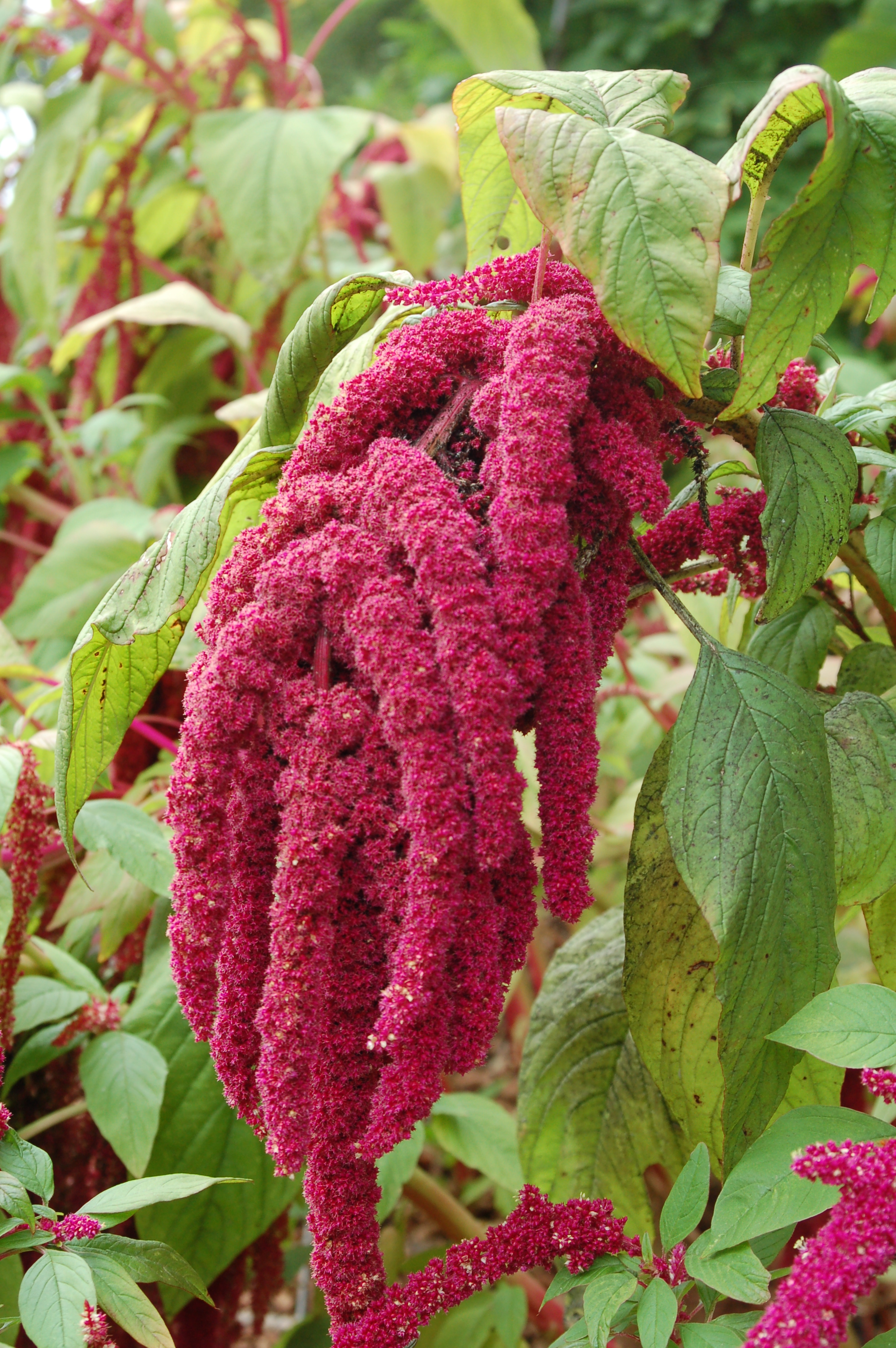
Amaranthus caudatus especies de Amaranthus
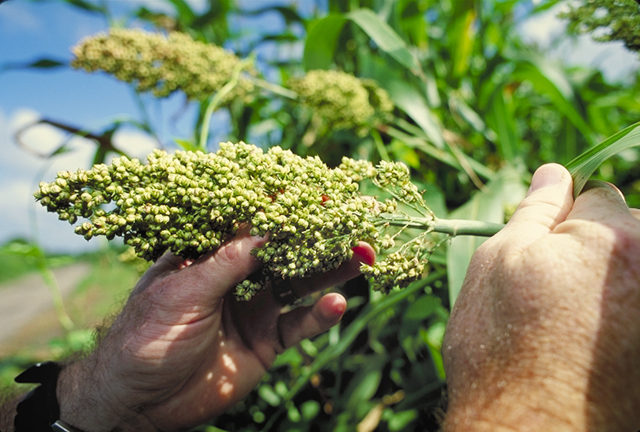
Sorgo
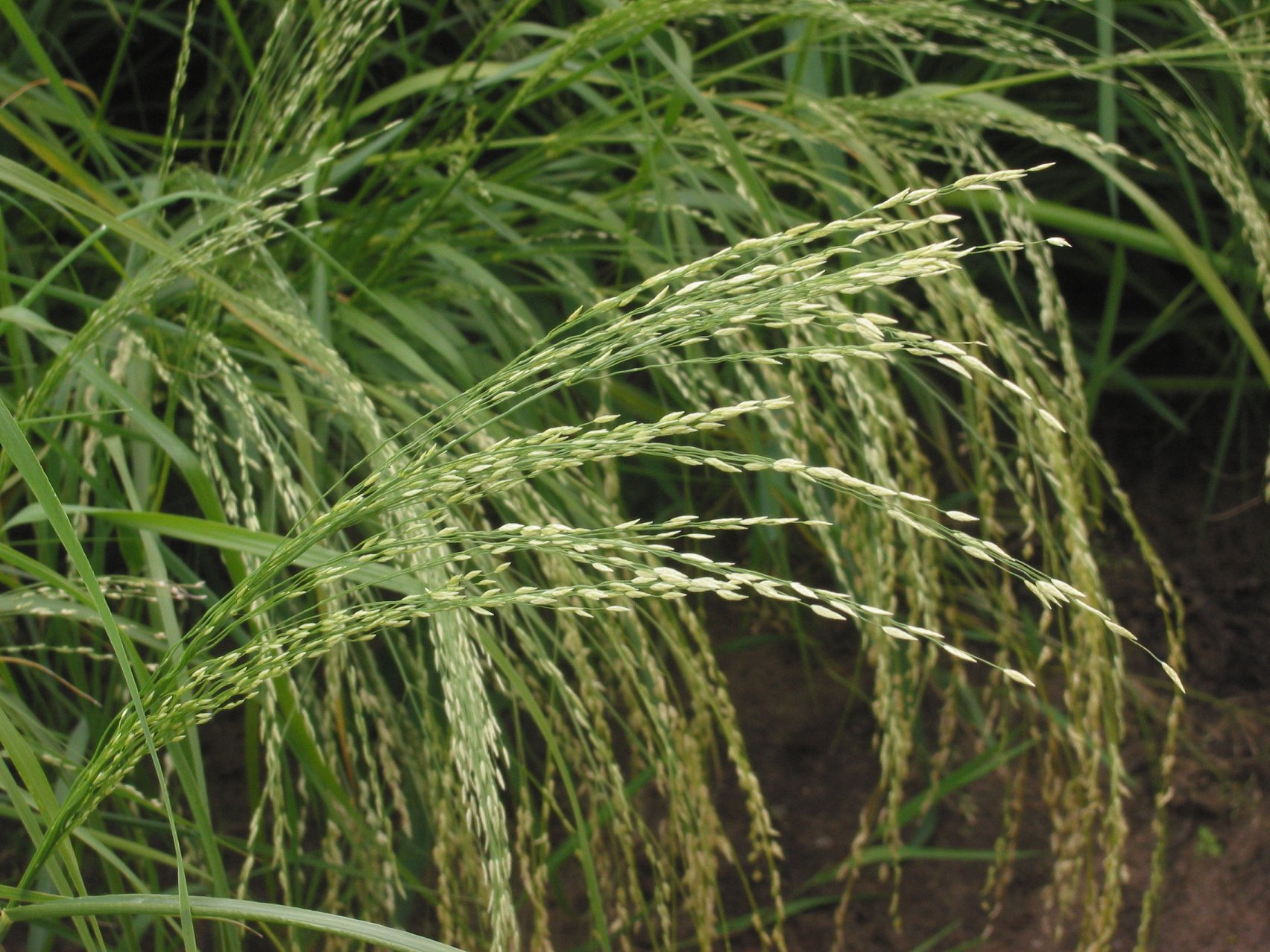
Teff
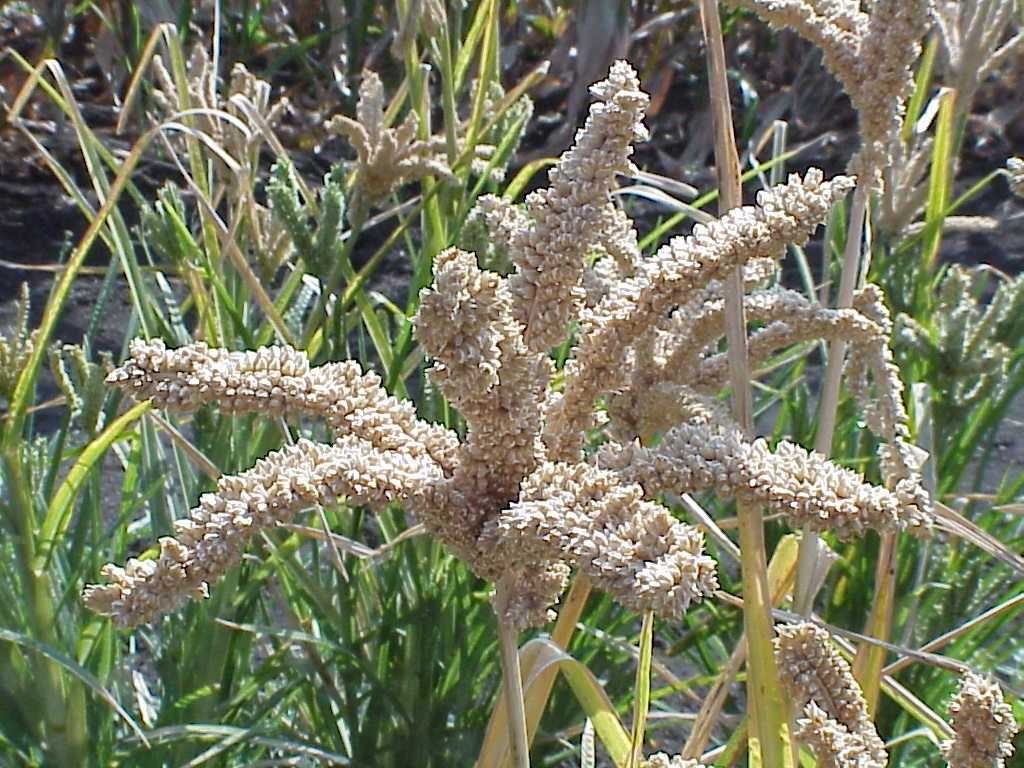
Mijo
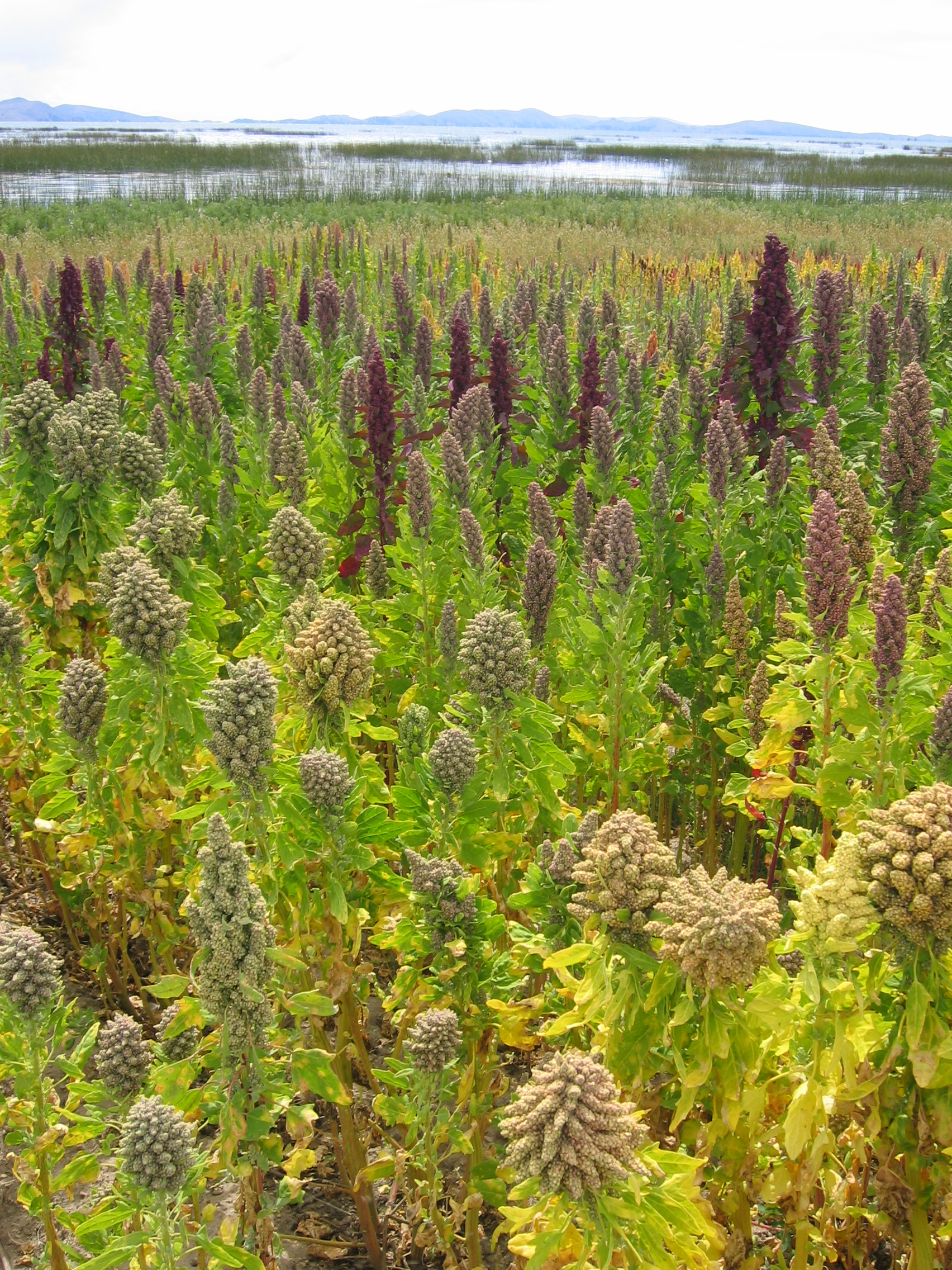
Quinua
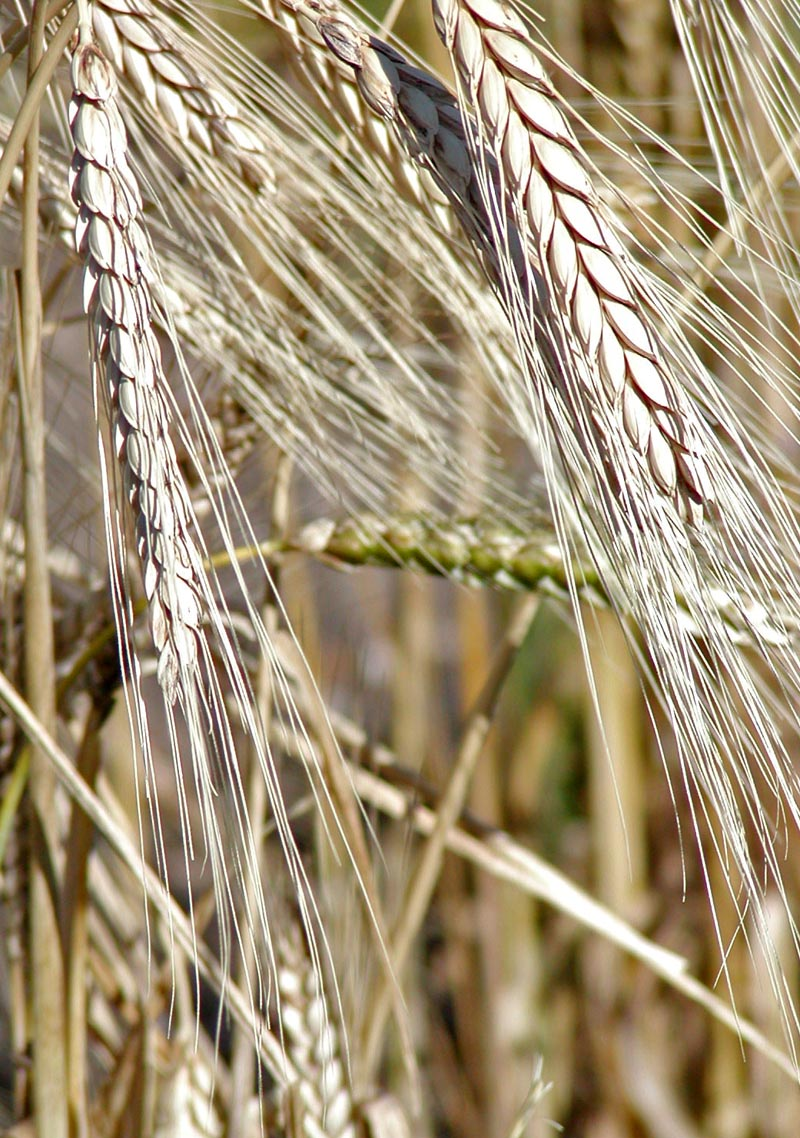
Trigo de Jorasán (Kamut)
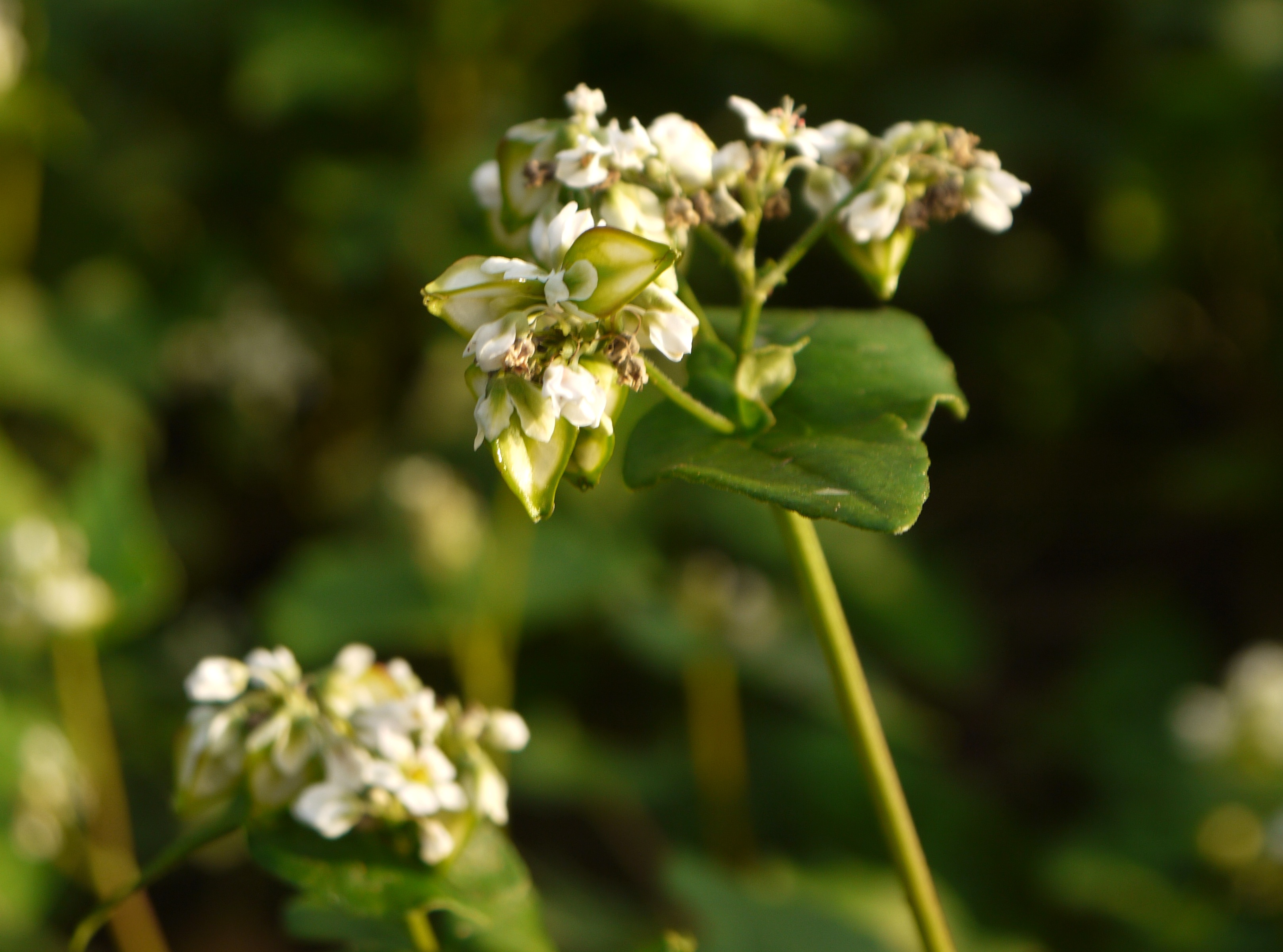
Alforfón
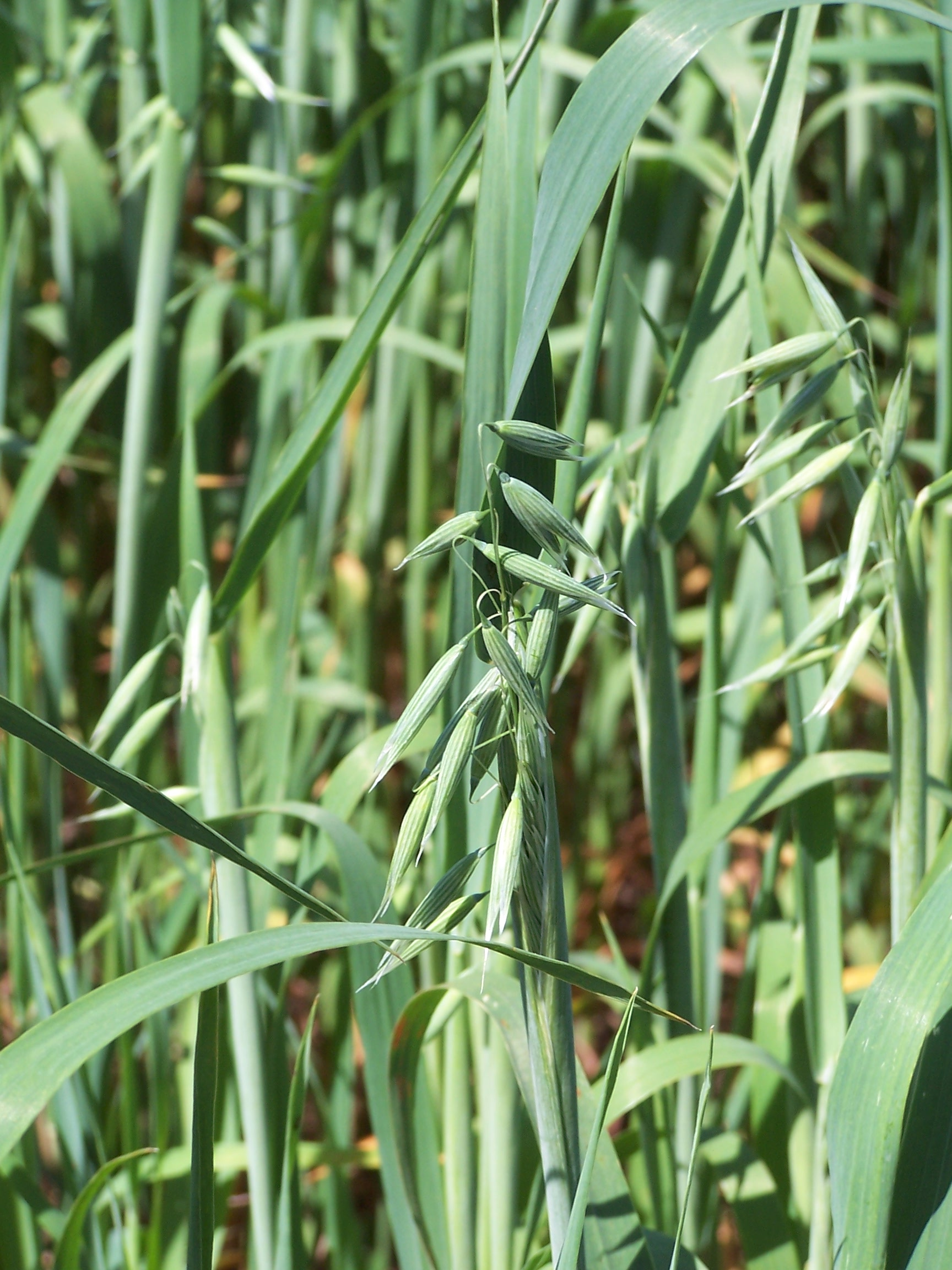
Avena
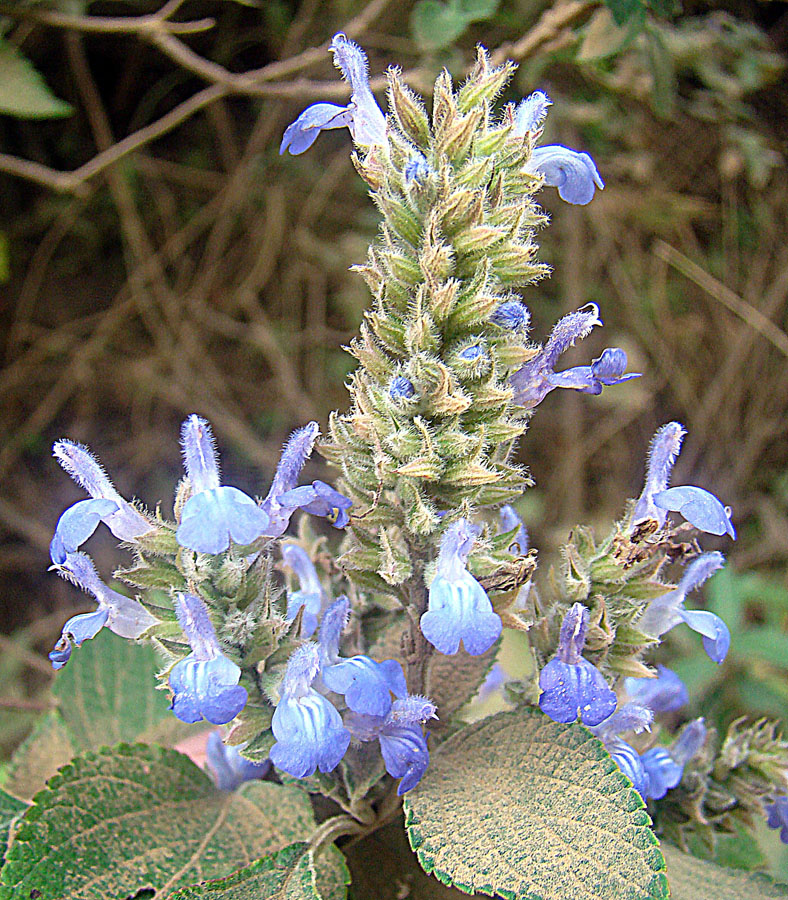
Chía